# Provincia Verona
Verona este o provincie în regiunea Veneto în Italia.